# Archie Ryan
Archie Ryan (16 november 2001) is een Iers wielrenner die anno 2024 rijdt voor EF Education-EasyPost.

## Carrière
Als tweedejaars junior werd Ryan tweede in zowel de tijdrit als de wegwedstrijd tijdens de nationale kampioenschappen, achter respectievelijk Kevin McCambridge en Tom Moriarty.
In 2020 maakte Ryan de overstap van de junioren naar de opleidingsploeg van Jumbo-Visma. Tijdens zijn eerste seizoen bij de ploeg werd hij onder meer zevende in het eindklassement van de Baltyk-Karkonosze Tour en achtste in dat van de Ronde van de Isard. In het voorjaar van 2022 werd hij zevende in het eindklassement van de Istrian Spring Trophy en zevende in de GP Palio del Recioto, een Italiaanse eendagskoers. Later dat jaar werd hij zesde in het eindklassement van de Ronde van Tsjechië en, namens een Ierse nationale selectie, vierde in de Ronde van de Toekomst. In september nam hij met de hoofdmacht van Jumbo-Visma deel aan de Ronde van Slowakije, waar hij de tweede etappe op zijn naam schreef.

## Overwinningen
2022
2e etappe Ronde van Slowakije
Jongerenklassement Ronde van Slowakije
2023
7e etappe (deel B) Ronde van de Toekomst
2024
4e etappe Internationale Wielerweek

### Resultaten in voornaamste wedstrijden
| Jaar | Luik-Bast.‑Luik | Ronde van Lombardije | Strade Bianche | Waalse Pijl |  | WK op de weg |
| ---- | --------------- | -------------------- | -------------- | ----------- |  | ------------ |
| 2024 | 55e             | 17e                  |                | opgave      |  | 21e          |
| 2025 | 61e             |                      | opgave         | 34e         |  |              |

## Ploegen
- 2020 –  Jumbo-Visma Development Team
- 2021 –  Jumbo-Visma Development Team
- 2022 –  Jumbo-Visma Development Team
- 2023 –  Jumbo-Visma Development Team
- 2024 –  EF Education-EasyPost
- 2025 –  EF Education-EasyPost

Amador · Beloki · Bettiol(tot 14/8) · Bissegger · Carapaz · Carr · Carthy · Cepeda · Chaves · Costa · de Bod · Doull · Healy · Honoré · Nerurkar · Piccolo(tot 21/6) · Powless · Quinn · Rafferty · Rootkin-Gray · Rutsch · Ryan · Shaw · Steinhauser · Sweeny · Todome · Urán · Valgren · van den Berg · van der Lee · Hlady(stagiair) · Lovidius(stagiair)